# Kaple Panny Marie Bolestné (Benešov nad Ploučnicí)
Kaple Panny Marie Bolestné v Benešově nad Ploučnicí je nevelká barokní sakrální stavba ve městě Benešov nad Ploučnicí na Děčínsku. Od roku 1966 je kaple spolu s vedle stojícím kostelem Narození Panny Marie chráněna jako kulturní památka. Duchovní správou spadá pod římskokatolickou farnost Benešov nad Ploučnicí.

## Architektura

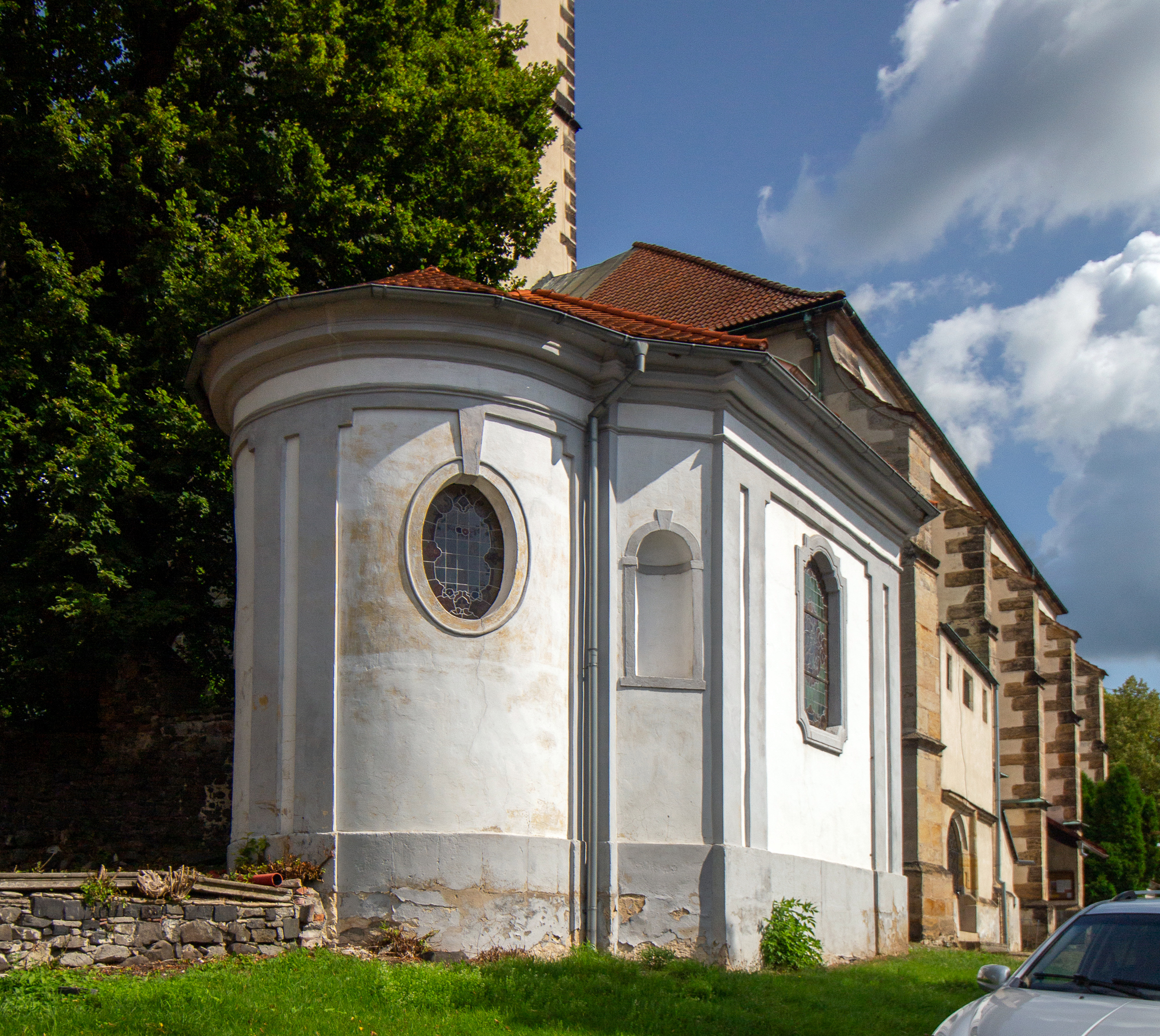
Kaple Panny Marie před kostelem

Kaple byla postavena v roce 1749 proti západnímu průčelí kostela. Má čtvercový půdorys, zkosená nároží a poloválcový závěr. Průčelí kaple je s 

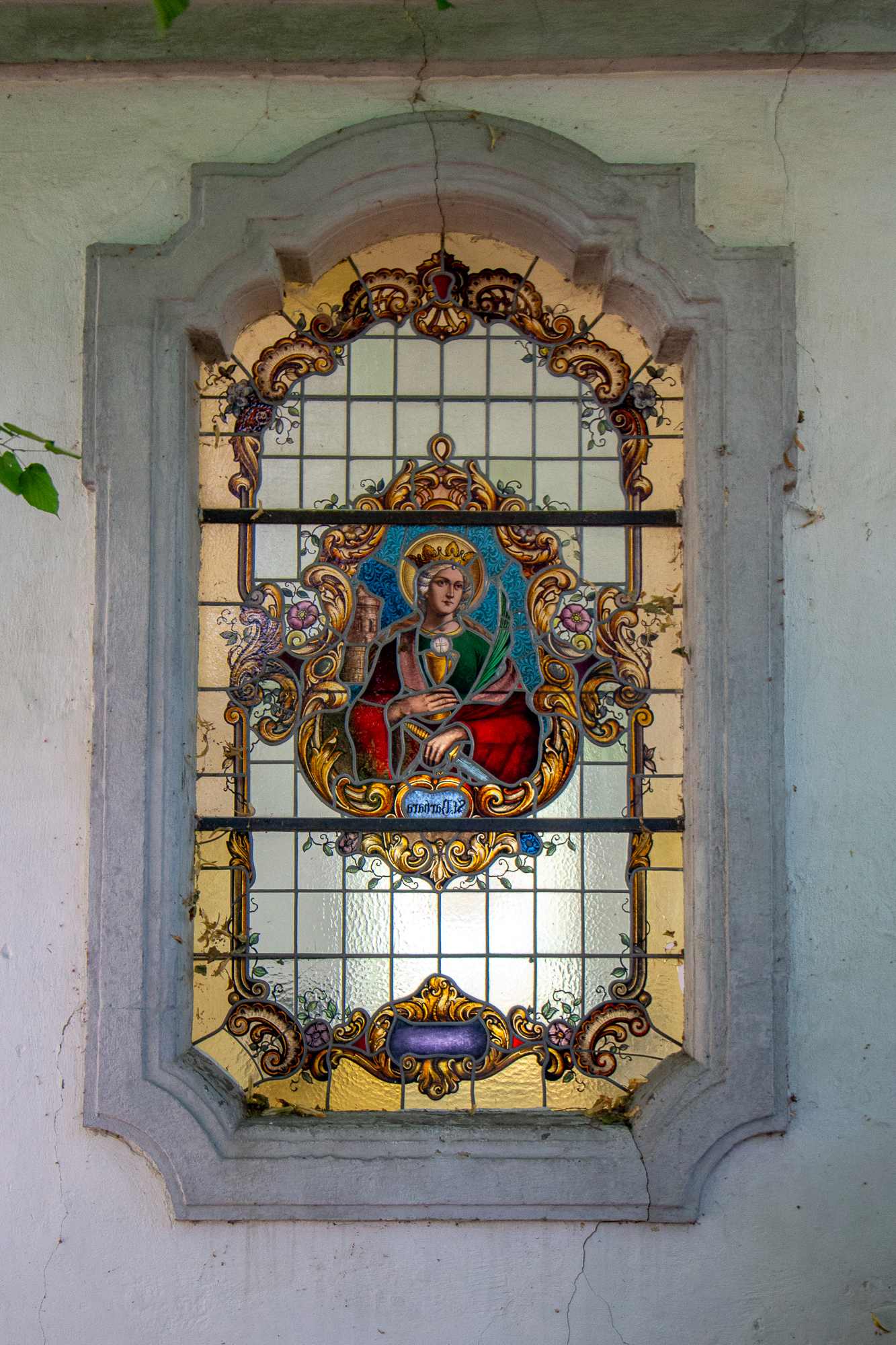
Vitrážové okno

lizénovým rámcem, polokruhově ukončeným portálem a oválným oknem. Průčelí je zakončeno obdélným štítem s lizénami, nikou, volutovými zdmi a trojúhelným nástavcem. Kaple má fasády s lizénovými rámci a kasulovými okny. V nárožích se nacházejí niky se štukovou výzdobou. Závěr kaple je členěn dvěma oválnými okny s bohatou štukovou výzdobou.
Uvnitř je loď sklenuta plackou s lunetami. Apsida je sklenuta konchou.

## Zařízení
Oltář je rokokový z roku 1750. Nachází se na něm novější obraz Bolestné Panny Marie. V nárožních nikách jsou umístěny čtyři rokokové sochy světic. V osmi řezaných rámech se nacházejí obrazy s bolestmi Panny Marie a Ježíše: P. Maria, P. Maria v chrámu, Zvěstování, Navštívení, Immaculata, P. Maria pastýřka, Ježíš Kristus a Kristus – Dobrý Pastýř.